# John Taylor (mormon)
John Taylor, född 1 november 1808, död 25 juli 1887, var den tredje presidenten för Jesu Kristi Kyrka av Sista Dagars Heliga, från 1880 till sin död. Han är den enda av kyrkans presidenter som var född utanför USA.

## Tidigt liv och medlemskap i kyrkan
Taylor föddes i England och döptes i Engelska kyrkan men blev medlem i Metodistkyrkan vid 16 års ålder. 1832 flyttade han till Toronto i Kanada, dit hans familj flyttat två år tidigare. 
1833 gifte han sig med Leonora Cannon. Paret kom i kontakt med Jesu Kristi Kyrka av Sista Dagars Heliga. 1836 Taylor, som var desillusionerad med metodistkyrkan blev snart, efter kontakter med Parley P. Pratt, medlem i Jesu Kristi Kyrka av Sista dagars Heliga. Han träffade så småningom kyrkans första president  Joseph Smith i Kirtland, Ohio och reste sedan med denne till Missouri. I december 1838  blev Taylor apostel i kyrkan och reste därefter till England som missionär. Han återvände sedan till USA och Nauvoo, Illinois där kyrkan hade sitt nya högkvarter där han bland annat var redaktör för kyrkans tidning. Taylor utövade månggifte och hade flera fruar med vilka han fick 34 barn.

## Mordet på Smith och tiden därefter
1844 var Taylor tillsammans med Joseph Smith, Hyrum Smith och Willard Richards i häktet i Carthage, Illinois, där bröderna Smith blev dödade av en folksamling. Taylor blev också skjuten, med flera skott, men överlevde trots svåra skador. Efter Smiths död stödde Taylor Brigham Young som kyrkans nya ledare Efter ytterligare en tur till England ledde Taylor medlemmar i Jesu Kristi Kyrka av Sista Dagars Heliga västerut till Salt Lake Valley där kyrkan under Youngs ledarskap grundade Salt Lake City och staten Deseret, senare Utahterritoriet. Young skickade Taylor på nya missionsuppdrag till olika länder. En tid under 1850-talet bodde Taylor i New York där han publicerade tidningen The Mormon.

## Ledare för kyrkan
Efter Brigham Youngs död 1877 styrdes kyrkan av de tolv apostlarnas kvorum fram tills 1880 då Taylor blev dess tredje president. Under Taylors tid som president var kyrkan starkt kritiserad för polygami och efter 1885 då han höll sin sista offentliga predikan drog sig Taylor undan från offentligheten för att skydda sin familj. Taylor dog den 25 juli 1887. Tre år senare förbjöd kyrkan månggifte. Efter Taylors död framkom ett dokument som påstås vara en uppenbarelse Taylor ska ha fått av Joseph Smith och Jesus Kristus, om att månggiftet skulle fortgå i andra grupper utanför Jesu Kristi Kyrka av Sista Dagars Heliga. Detta dokument används av vissa fundamentalistiska mormonkyrkor som förklaring till varför dessa fortsätter praktisera månggifte.
Efter Taylors död var kyrkan utan president i två års tid. De tolv apostlarnas kvorum, under ledning av Wilford Woodruff ledde kyrkan under detta interimsstyre. Vid kyrkans generalkonferens i april 1889, valdes Woodruff till president och sex månader senare valdes Anthon H Lund till dennes efterträdare i de tolv apostlarnas kvorum.